# Amphiledorus ungoliantae
Amphiledorus ungoliantae is een spinnensoort in de taxonomische indeling van de mierenjagers (Zodariidae).
Het dier behoort tot het geslacht Amphiledorus. De wetenschappelijke naam van de soort werd voor het eerst geldig gepubliceerd in 2005 door Pekár & Cardoso.